# Andir Xiang
Andir Xiang (kinesiska: 安迪尔乡, 安迪尔) är en socken i Kina. Den ligger i den autonoma regionen Xinjiang, i den nordvästra delen av landet, omkring 750 kilometer sydväst om regionhuvudstaden Ürümqi. Antalet invånare är 343. Befolkningen består av 162 kvinnor och 181 män. Barn under 15 år utgör 18,0 %, vuxna 15-64 år 78 %, och äldre över 65 år 3,0 %.
Genomsnittlig årsnederbörd är 37 millimeter. Den regnigaste månaden är juni, med i genomsnitt 14 mm nederbörd, och den torraste är april, med 1 mm nederbörd.